# シッピングポート原子力発電所
シッピングポート原子力発電所（シッピングポートげんしりょくはつでんしょ、英語：Shippingport Atomic Power Station）は、ピッツバーグから直線距離で約40kmのペンシルベニア州オハイオ川沿岸に位置していた原子力発電所。現在ビーバー・バレー原子力発電所が立地している付近にあった。アメリカ合衆国原子力規制委員会によれば、平和的な目的で建設された世界初のフルスケール原子力発電所である。
1957年12月2日に臨界に達し、3回の炉心交換時の停止を除き、1982年10月まで稼働し続けた。1957年12月18日に初めて発電し、デュケイン・ライト・カンパニーの送電網と同期された。
シッピングポート原子力発電所の最初の炉心は、中止された原子力空母に由来し、「シード」燃料となる高濃縮ウラン (93% U-235)が天然のU-238の「ブランケット」で囲まれたいわゆるシード・ブランケット炉心というものであり、出力の約半分がシードから得られていた。シッピングポートの最初の炉心は、起動から1か月後には60 MWeの出力を出すことができるようになった。2番目の炉心は似たような設計だが、より大きなシードを持ち高出力なものであった。これら2つの炉心では多くのエネルギーを持っているシードはブランケットよりも頻繁に交換しなければならなかった。
シッピングポートで最後に使われた3番目の炉心は、実験的な軽水減速熱中性子増殖炉であった。これもシード・ブランケット炉心だが、シードはU-233で、ブランケットはトリウムで作られていた。
この増殖炉は、燃料サイクルの中で比較的安価なトリウムをウラン233に変換することができた。
シッピングポートの3番目の炉心で達成された増殖率は1.01であった。シッピングポート原子力発電所は25年間で約80,324時間稼働し、約74億キロワット時の電力を生み出した。
このような特殊性のため、アメリカ合衆国政府以外の情報源ではシッピングポートは「PWR実証炉」であり、アメリカ合衆国の「最初の完全に商用のPWR」はヤンキーロー原子力発電所であると見なしているものもある。
シッピングポート原子力発電所は商用に特化して建設されなかった。結果として、シッピングポートのキロワットあたりの建設費は、従来の発電所の約10倍であった。

## 建設

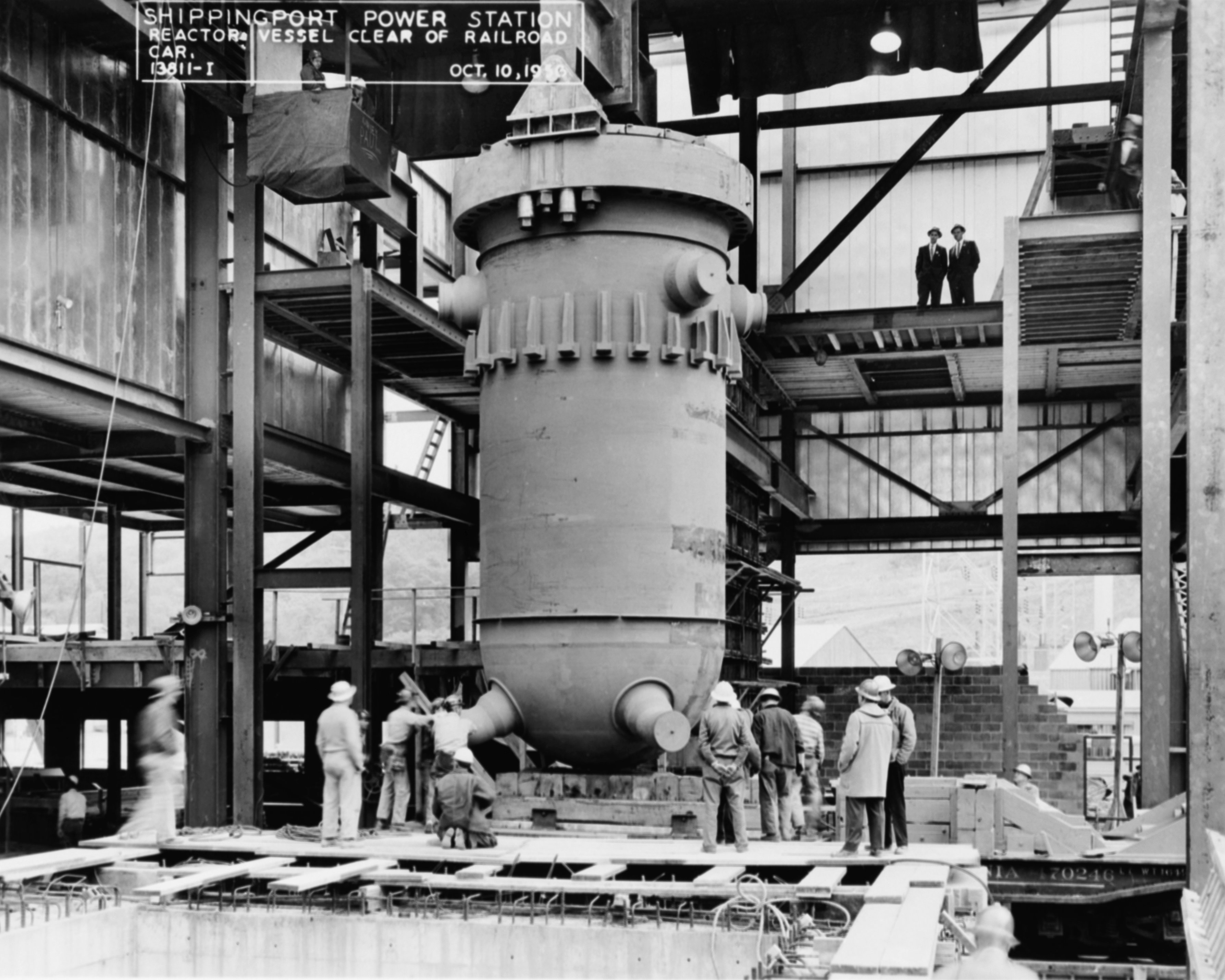
建設中の原子炉圧力容器（1956年）

1953年、ドワイト・D・アイゼンハワーアメリカ合衆国大統領は国際連合で平和のための原子力の演説を行った。商用の原子力発電は彼の計画の基礎となるものであった。デュケイン・ライト・カンパニーによる提案は、リッコーヴァー海軍大将によって認められ、シッピングポート原子力発電所の計画が開始した。
レイバー・デーである1954年9月6日に着工した。起工式ではアイゼンハワーが遠隔で最初の土をすくった。
1957年12月2日午前4時30分、最初の臨界を達成した。16日後の12月18日に初めて発電し、1957年12月23日に最大出力に達したが、まだ試験モードであった。アイゼンハワーは1958年5月26日にシッピングポート原子力発電所の操業を開始した。この発電所は32か月の時間と7,250万ドルの費用をかけて建設された。
シッピングポート原子力発電所の原子炉は便宜的に用いられたものであった。アメリカ原子力委員会 (AEC)は送電網接続された原子炉を建設することを勧告した。当時利用可能な唯一の適切な原子炉は、海軍が望んでいたもののアイゼンハワーによって拒否されたばかりの原子力空母のためのものであった。
AECのケネス・ニコルスは、リッコーヴァーが「今やそれを正当化するための特別な用途がない、進行中の組織と原子炉を持っている」ことと、リッコーヴァーとウェスティングハウスの空母向け加圧水型原子炉が「発電を実証するための原子炉にとって最良の選択」であることが「明らかになった」と述べた。これは1954年1月にルイス・ストローズと委員会によって承認された。デュケイン・ライトが公共事業の提携企業として承認されたことが3月11日に発表された。レイバー・デーに行われた起工式はデンバーで原子力について演説を行っていたアイゼンハワーによって開始された。リッコーヴァーは土を押す無人のブルドーザーが埋まって失速しないように、ドーザーブレードを土の下に6インチの埋められた2本のレールの上に乗せた。
濃縮率が5%を超えることのない後の商用発電炉と異なり、シッピングポートの原子炉が濃縮率93%のウランを使用している理由はプロジェクトの起源によって説明することができる。
その他の商用炉に対する際立った差異として、制御棒にハフニウムを使っていることが挙げられるが、これは原子炉のシードに対してのみ必要で使用されたものだった。シッピングポートはアメリカ原子力委員会 (AEC)においても重要な役割を果たしたハイマン・G・リッコーヴァー海軍大将の後援のもとに建設、操業された。

## 炉心
シッピングポートの原子炉はその寿命の間に異なる炉心を受け入れられるように設計されており、3つが使用された。
14.2米トンの天然ウラン（ブランケット）と165ポンドの高濃縮 (93% U-235)ウラン（シード）を持つ最初の炉心は1957年に取り付けられ、その重量差にもかかわらずおよそ半分の電力をシードで生み出していた。シードはブランケットよりも早く使い尽くされ、最初の炉心の寿命の間に3度交換された。7年後（4番目のシードが稼働していた時）に、総発電量18億キロワット時で最初の炉心は引退した。
2番目の炉心は発電容量を5倍以上に増やし、性能を測定するための装置を備えていたが、同じくシード・ブランケット炉心であった。2番目の炉心ではシードの体積は炉心全体の21%であった。2番目の炉心ではシードの交換は1回しか必要なかった。2番目の炉心は1965年から稼働して、9年間で約35億キロワット時の電力を生み出した。1974年にタービン発電機が機械的な故障に見舞われ、プラントが停止した。
最後の3番目の炉心は軽水増殖炉で、1977年8月から稼働し試験の後、 その年の終わりまでに最大出力に達した。これは二酸化トリウムとウラン233酸化物からなるペレットを用いており、当初ペレットのU233含有量はシード領域では5-6%、ブランケット領域では1.5-3%、反射材領域には全く含まれていなかった。236 MWtで稼働して、60 MWeを出力し、最終的には21億キロワット時以上の電力を生み出した。5年後（有効最大出力29,000時間）に炉心が撤去され、設置時よりも約1.4%多くの核分裂性物質が含まれていることがわかり、増殖が起こったことが実証された。

## 廃炉
1982年10月1日、原子炉は25年間の運転の後に停止した。施設の解体は1985年9月に始まった。1988年12月、956米トン（870トン）の原子炉圧力容器/中性子遮蔽タンクアセンブリが原子炉格納容器から持ち上げられ、サイトから撤去してワシントン州の埋設施設へ輸送するための準備として陸上輸送機器に載せられた。原子炉容器を搭載したトレーラーはバージに乗せられ、水路オハイオ川からミシシッピ川を南下してメキシコ湾に出て、パナマ運河を経て太平洋を北上、コロンビア川に入り、同川を遡行してワシントン州ベントン港に至る経路でハンフォードに輸送された。
サイトは除染され、解放された。シッピングポートの原子炉は廃炉されたものの、 ビーバー・バレー原子力発電所1号機と2号機がこのサイトで認可され、稼働している。
9800万ドル（1985年推定）でのシッピングポート除染は、原子力支持者によって廃炉の成功例として扱われているが、批評家はシッピングポートはほとんどの商用原子力発電所より小さいことを指摘している。アメリカ合衆国のほとんどの原子炉は約1,000 MWeであるが、シッピングポートはわずか60 MWeであった。別の人は原子炉サイトを安全に廃止し、解放することができることを証明する素晴らしいテストケースであると主張している。シッピングポートは今日の大型商用原子炉に比べ幾分小さいものの、4つの蒸気発生器、加圧器、および原子炉を備えた代表的なものだった。輸送用に梱包された原子炉だけで重量は1000米トンを超えており（921米トンの容器の重さに輸送用スキッドの鋼鉄構造物の重さを加えたもの）、 ハンフォード・サイトに埋設するために水路で首尾よく輸送された。
トロージャン原子力発電所 （オレゴンに位置する）からの原子炉容器も水路で首尾よくハンフォードサイトへ輸送されたが、シッピングポートよりもはるかに短い距離であった。
シッピングポートの廃炉に続いて、他の3つの大型商用原子炉が完全に撤去された。ヤンキーロー原子力発電所は2007年に完全に廃炉になり、アメリカ合衆国原子力規制委員会 (NRC)は8月にサイトがNRCの手順と規制に従って完全に廃止されたことを告知した。メインヤンキー原子力発電所とコネチカットヤンキー原子力発電所は2005年に完全に廃炉になった。
3つの廃止された商用原子炉サイトは全てグリーンフィールドステータスに戻っており、訪問者に開放されている。